# Episodi di Riptide (prima stagione)
La prima stagione della serie televisiva Riptide è stata trasmessa in anteprima negli Stati Uniti d'America dalla NBC nel 1984.
| nº | Titolo originale                              | Titolo italiano | Prima TV USA     | Prima TV Italia |
| -- | --------------------------------------------- | --------------- | ---------------- | --------------- |
| 1  | Pilot                                         |                 | 3 gennaio 1984   |                 |
| 2  | Conflict of Interest                          |                 | 10 gennaio 1984  |                 |
| 3  | Somebody's Killing the Great Geeks of America |                 | 17 gennaio 1984  |                 |
| 4  | Hatchet Job                                   |                 | 31 gennaio 1984  |                 |
| 5  | The Mean Green Love Machine                   |                 | 7 febbraio 1984  |                 |
| 6  | Diamonds Are for Never                        |                 | 21 febbraio 1984 |                 |
| 7  | The Hardcase                                  |                 | 28 febbraio 1984 |                 |
| 8  | Four-Eyes                                     |                 | 6 marzo 1984     |                 |
| 9  | #1 with a Bullet                              |                 | 20 marzo 1984    |                 |
| 10 | Long Distance Daddy                           |                 | 27 marzo 1984    |                 |
| 11 | Double Your Pleasure                          |                 | 3 aprile 1984    |                 |
| 12 | Raiders of the Lost Sub                       |                 | 15 maggio 1984   |                 |
| 13 | Something Fishy                               |                 | 22 maggio 1984   |                 |